# Сьюзан Кілрейн
Сьюзан Лі Стілл-Кілрейн (англ.  Susan Leigh Still-Kilrain; нар. 24 жовтня 1961) — астронавт НАСА. Здійснила два космічних польоти на шатлах: STS-83 (1997, «Колумбія»), STS-94 (1997, «Колумбія»), підполковник ВМС США.

## Особисті дані і освіта

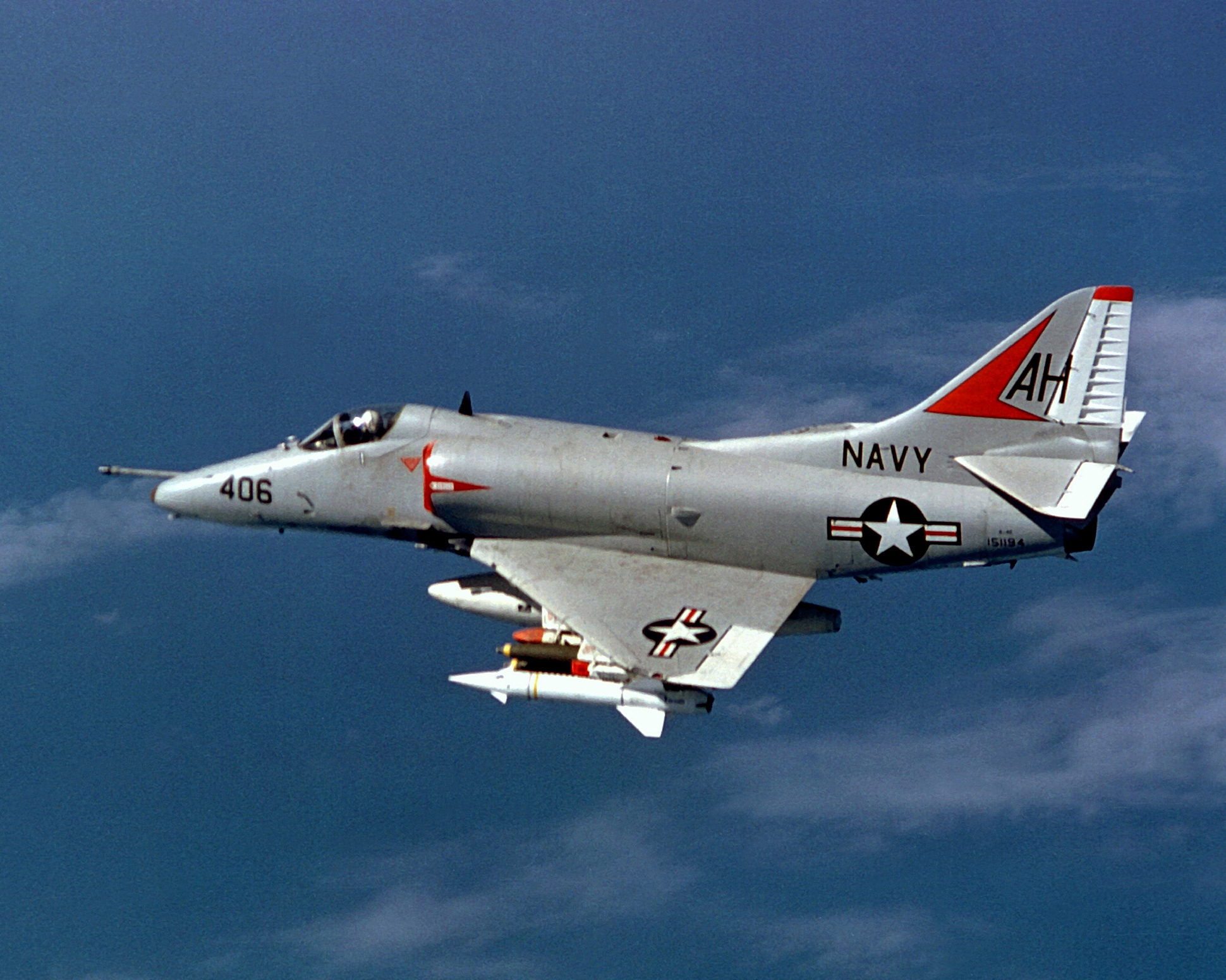
Літак А-4 у польоті.

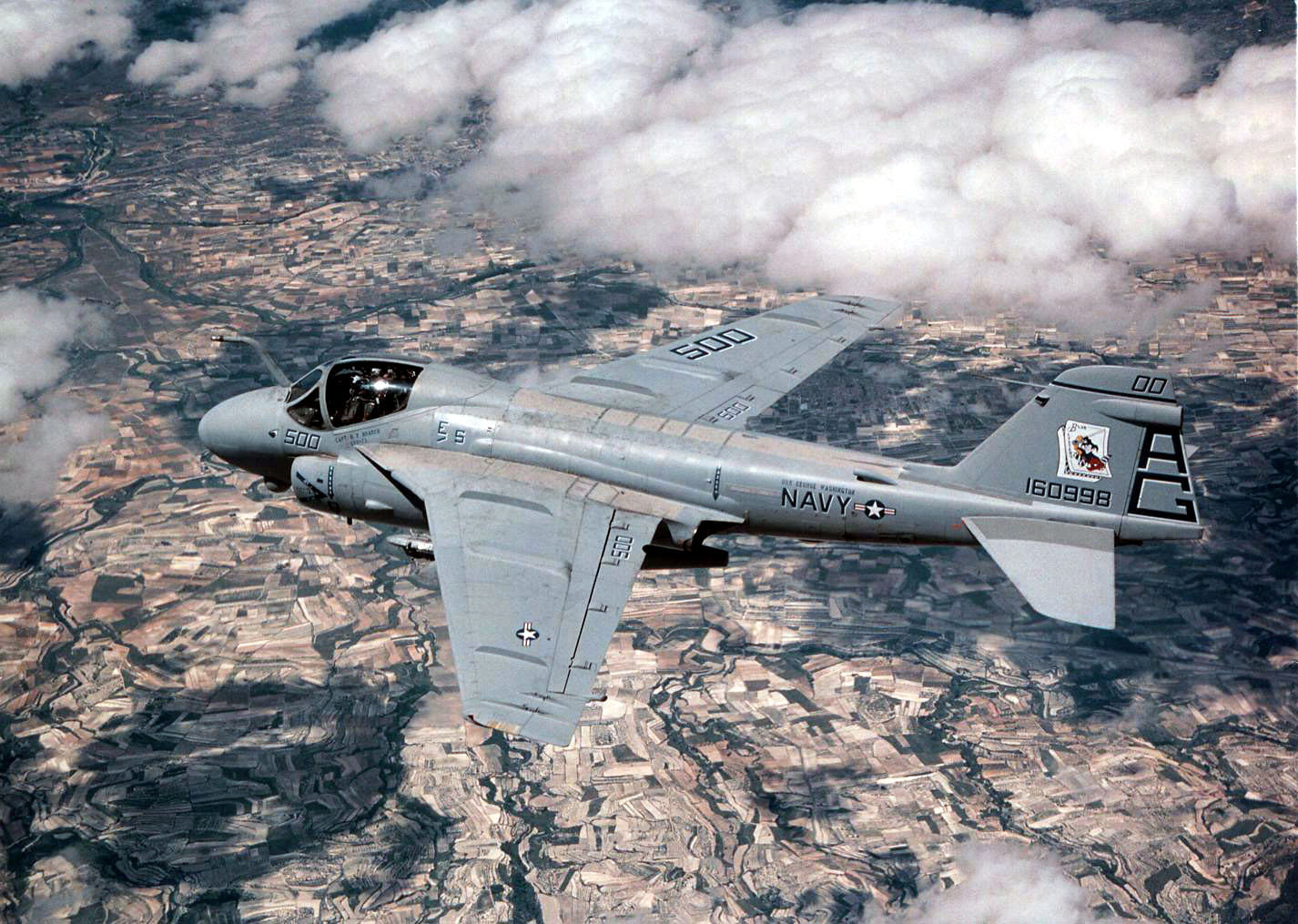
Літак «A-6 Intruder» в польоті.

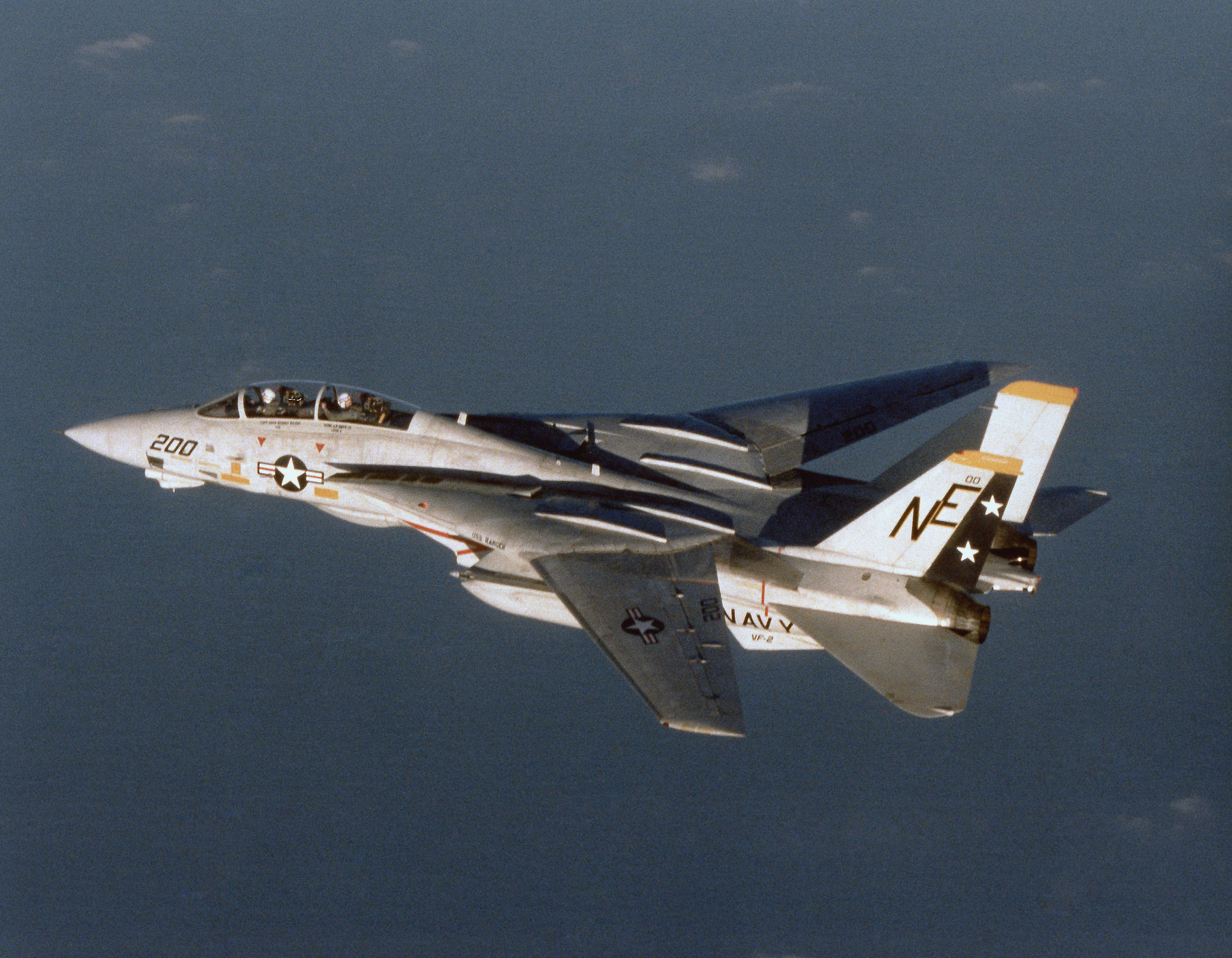
Літак F-14 Tomcat ВМС США.

Сьюзан Стілл-Кілрейн народилася 24 жовтня 1961 року в місті Огаста, штат Джорджія. У 1979 році закінчила середню школу в місті Натік, штат Массачусетс. У 1982 році отримала ступінь бакалавра у галузі аеронавтики в Університеті Аеронавтики Ембрі-Райдл. У 1985 році отримала ступінь доктора філософії у галузі аерокосмічної техніки в Технологічному інституті Джорджії.
Одружена з Коліном Джеймсом Кілрейном, у подружжя четверо дітей. Її чоловік — контр-адмірал ВМС США, служив військовим аташе в Мексиці, він родом з Браїнтрі, штат Массачусетс.
Сьюзан любить тріатлон, бойові мистецтва, грати на піаніно. У неї дев'ять братів і сестер. Її батьки, Джо (відомий хірург) і Сью, проживають у Мартинесі, штат Джорджія. Мати її чоловіка, Коліна, Террі Кілрейн, проживає у Браїнтрі, штат Массачусетс..

## До НАСА
Після закінчення бакалаврату, Сьюзан працювала в корпорації «Локхід» у місті Марієтта, штат Джорджія, її робота була відзначена дипломом. У 1985 році вона почала навчання і в 1987 році стала військово-морським льотчиком. Сьюзан була призначена пілотом-інструктором на літаках А-4 Skyhawk. Пізніше вона літала на літаках A-6 Intruder, виконувала завдання з тактичної радіоелектронної боротьби на авіабазі Кі-Уест, штат Флорида. Після закінчення школи льотчиків-випробувачів, її направили в Вірджинія-Біч, штат Вірджинія, для навчання на F-14 Tomcat. Вона має наліт понад 3 000 годин на більш ніж 30 різних типах літаків..

## Підготовка до космічних польотів
У грудні 1994 року була зарахована в загін НАСА у складі п'ятнадцятого набору, кандидатом в астронавти. З червня 1995 року стала проходити навчання за курсом загальнокосмічної підготовки. По закінченні курсу, у травні 1996 року здобула кваліфікацію «пілота корабля» і призначення в Офіс астронавтів НАСА. Виконувала функції оператора зв'язку і була в групі підтримки астронавтів.

## Польоти в космос
- Перший політ — STS-83[3], шаттл «Колумбія». З 4 по 8 квітня 1997 року у як пілот корабля". Програма польоту, розрахована на 16 діб, передбачала проведення серії мікрогравітаційних експериментів в космічній Лабораторії мікрогравітаційних наук MSL-1, проте через технічні несправності було вирішено про їх дострокове припинення[4]. Політ був достроково припинений через відмову одного з трьох паливних елементів шатла, і польотна програма не була виконана. Астронавти вдало приземлилися на посадковій смузі КЦ Кеннеді. Відразу після цього NASA ухвалило рішення провести повторний політ шатла Колумбія з тим же екіпажем. Тривалість польоту склала 3 доби 23 години 14 хвилин[5].

- Другий політ — STS-94[6], шаттл «Колумбія». З 1 по 17 липня 1997 року як «пілот корабля». У програму польоту входило проведення серії мікрогравітаційних експериментів в космічній лабораторії MSL-1 розміщеної одному з модулів Спейслеб. Це перший в історії шатлів повторний політ з тим самим екіпажем і корисним навантаженням, так як політ STS-83 був перерваний через технічні несправності[7]. Тривалість польоту склала 15 діб 16 годин 46 хвилин[8].

Загальна тривалість польотів у космос — 19 днів 15 годин 58 хвилин.

## Після польотів
18 грудня 2002 року покинула НАСА, повернувшись на службу у ВМС. Звільнилася з ВМС у 2005 році.

## Нагороди та премії
Нагороди: Медаль «За космічний політ» (1997 1997), Медаль «За відмінну службу» (США), Медаль «За похвальну службу» (США), Медаль за службу національній оборони (США) і багато інших.